# Vòng loại Giải vô địch bóng đá thế giới 2018 – Khu vực châu Phi (Vòng 2)
Vòng 2 của vòng loại giải vô địch bóng đá thế giới 2018 khu vực châu Phi diễn ra từ ngày 9 đến 17 tháng 11 năm 2015.

## Thể thức
Tổng cộng có 40 đội (xếp hạng 1–27 khu vực châu Phi và 13 đội thắng cuộc ở vòng 1) thi đấu 2 lượt đi và về theo thể thức sân nhà - sân khách. 20 đội thắng cuộc ở vòng đấu này sẽ giành quyền vào vòng 3.

## Phân nhóm
Buổi lễ bốc thăm vòng 2 khu vực châu Phi diễn ra vào ngày 25 tháng 7 năm 2015, lúc 18:00 MSK (UTC+3), tại Cung điện Konstantinovsky ở Strelna, Sankt-Peterburg, Nga.
Lễ bốc thăm dựa theo bảng xếp hạng FIFA công bố vào tháng 7 năm 2015. 27 đội được chia thành 3 nhóm:
- Nhóm 1 có thứ hạng 1–13.
- Nhóm 2 có thứ hạng 14–20.
- Nhóm 3 có thứ hạng 21–27.

| Nhóm 1 | Các đội thắng ở vòng 1 |
| --- | --- |
| 1. Algérie (19) 2. Bờ Biển Ngà (21) 3. Ghana (25) 4. Tunisia (32) 5. Sénégal (39) 6. Cameroon (42) 7. Cộng hòa Congo (47) 8. Cabo Verde (52) 9. Ai Cập (55) 10. Nigeria (57) 11. Guinée (58) 12. CHDC Congo (60) 13. Mali (61) | - Niger (96) - Ethiopia (101) - Namibia (114) - Kenya (116) - Botswana (120) - Madagascar (122) - Mauritanie (128) - Burundi (131) - Eswatini (138) - Tanzania (139) - Liberia (161) - Tchad (173) - Comoros (187) |
| Nhóm 2 | Nhóm 3 |
| 1. Guinea Xích Đạo (63) 2. Gabon (65) 3. Nam Phi (70) 4. Zambia (71) 5. Burkina Faso (72) 6. Uganda (73) 7. Rwanda (78) | 1. Togo (83) 2. Maroc (84) 3. Sudan (90) 4. Angola (92) 5. Mozambique (95) 6. Bénin (96) 7. Libya (96) |

## Kết quả
| Đội 1      | TTS         | Đội 2           | Lượt đi | Lượt về      |
| ---------- | ----------- | --------------- | ------- | ------------ |
| Niger      | 0–3         | Cameroon        | 0–3     | 0–0          |
| Mauritanie | 2–4         | Tunisia         | 1–2     | 1–2          |
| Namibia    | 0–3         | Guinée          | 0–1     | 0–2          |
| Ethiopia   | 4–6         | Cộng hòa Congo  | 3–4     | 1–2          |
| Tchad      | 1–4         | Ai Cập          | 1–0     | 0–4          |
| Comoros    | 0–2         | Ghana           | 0–0     | 0–2          |
| Eswatini   | 0–2         | Nigeria         | 0–0     | 0–2          |
| Botswana   | 2–3         | Mali            | 2–1     | 0–2          |
| Burundi    | 2–6         | CHDC Congo      | 2–3     | 0–3          |
| Liberia    | 0–4         | Bờ Biển Ngà     | 0–1     | 0–3          |
| Madagascar | 2–5         | Sénégal         | 2–2     | 0–3          |
| Kenya      | 1–2         | Cabo Verde      | 1–0     | 0–2          |
| Tanzania   | 2–9         | Algérie         | 2–2     | 0–7          |
| Sudan      | 0–3         | Zambia          | 0–1     | 0–2          |
| Libya      | 4–1         | Rwanda          | 1–0     | 3–1          |
| Maroc      | 2–1         | Guinea Xích Đạo | 2–0     | 0–1          |
| Mozambique | 1–1 (3–4 p) | Gabon           | 1–0     | 0–1 (s.h.p.) |
| Bénin      | 2–3         | Burkina Faso    | 2–1     | 0–2          |
| Togo       | 0–4         | Uganda          | 0–1     | 0–3          |
| Angola     | 1–4         | Nam Phi         | 1–3     | 0–1          |

| Niger | 0–3                            | Cameroon                             |
| ----- | ------------------------------ | ------------------------------------ |
|       | Chi tiết (FIFA) Chi tiết (CAF) | Mbia 36' · Aboubakar 38' · Salli 40' |

| Cameroon | 0–0                            | Niger |
| -------- | ------------------------------ | ----- |
|          | Chi tiết (FIFA) Chi tiết (CAF) |       |

Cameroon thắng với tổng tỉ số 3–0 và giành quyền vào vòng 3.
| Mauritanie  | 1–2                            | Tunisia                    |
| ----------- | ------------------------------ | -------------------------- |
| N'Diaye 22' | Chi tiết (FIFA) Chi tiết (CAF) | Khazri 62' · Chikhaoui 68' |

| Tunisia                     | 2–1                            | Mauritanie |
| --------------------------- | ------------------------------ | ---------- |
| Ben Youssef 51' · Bguir 84' | Chi tiết (FIFA) Chi tiết (CAF) | Bessam 71' |

Tunisia thắng với tổng tỉ số 4–2 và giành quyền vào vòng 3.
| Namibia | 0–1                            | Guinée    |
| ------- | ------------------------------ | --------- |
|         | Chi tiết (FIFA) Chi tiết (CAF) | Keïta 27' |

| Guinée                    | 2–0                            | Namibia |
| ------------------------- | ------------------------------ | ------- |
| Id. Sylla 43' · Keïta 79' | Chi tiết (FIFA) Chi tiết (CAF) |         |

Guinée thắng với tổng tỉ số 3–0 và giành quyền vào vòng 3.
| Ethiopia                                  | 3–4                            | Cộng hòa Congo                                          |
| ----------------------------------------- | ------------------------------ | ------------------------------------------------------- |
| Getaneh 41' · Fekadu 82' · Shimelis 90+1' | Chi tiết (FIFA) Chi tiết (CAF) | Bifouma 43' · N'Guessi 63' · N'Dinga 75' · Binguila 81' |

| Cộng hòa Congo            | 2–1                            | Ethiopia    |
| ------------------------- | ------------------------------ | ----------- |
| N'Ganga 48' · Bifouma 58' | Chi tiết (FIFA) Chi tiết (CAF) | Getaneh 28' |

Congo thắng với tổng tỉ số 6–4 và giành quyền vào vòng 3.
| Tchad          | 1–0                            | Ai Cập |
| -------------- | ------------------------------ | ------ |
| N'Douassel 73' | Chi tiết (FIFA) Chi tiết (CAF) |        |

| Ai Cập                                         | 4–0                            | Tchad |
| ---------------------------------------------- | ------------------------------ | ----- |
| Elneny 5' · Said 10' · Hassan Mahgoub 36', 40' | Chi tiết (FIFA) Chi tiết (CAF) |       |

Ai Cập thắng với tổng tỉ số 4–1 và giành quyền vào vòng 3.
| Comoros | 0–0                            | Ghana |
| ------- | ------------------------------ | ----- |
|         | Chi tiết (FIFA) Chi tiết (CAF) |       |

| Ghana                    | 2–0                            | Comoros |
| ------------------------ | ------------------------------ | ------- |
| Wakaso 18' · J. Ayew 85' | Chi tiết (FIFA) Chi tiết (CAF) |         |

Ghana thắng với tổng tỉ số 2–0 và giành quyền vào vòng 3.
| Eswatini | 0–0                            | Nigeria |
| -------- | ------------------------------ | ------- |
|          | Chi tiết (FIFA) Chi tiết (CAF) |         |

| Nigeria                 | 2–0                            | Eswatini |
| ----------------------- | ------------------------------ | -------- |
| Simon 51' · Ambrose 87' | Chi tiết (FIFA) Chi tiết (CAF) |          |

Nigeria thắng với tổng tỉ số 2–0 và giành quyền vào vòng 3.
| Botswana                     | 2–1                            | Mali    |
| ---------------------------- | ------------------------------ | ------- |
| Gadibolae 14' · Mogorosi 24' | Chi tiết (FIFA) Chi tiết (CAF) | Sow 56' |

| Mali                           | 2–0                            | Botswana |
| ------------------------------ | ------------------------------ | -------- |
| Diabaté 10' (ph.đ.) · Sako 30' | Chi tiết (FIFA) Chi tiết (CAF) |          |

Mali thắng với tổng tỉ số 3–2 và giành quyền vào vòng 3.
| Burundi         | 2–3                            | CHDC Congo                   |
| --------------- | ------------------------------ | ---------------------------- |
| Amissi 38', 83' | Chi tiết (FIFA) Chi tiết (CAF) | Bolasie 5' · Mulebe 86', 88' |

| CHDC Congo                        | 3–0 Xử thắng                   | Burundi                                      |
| --------------------------------- | ------------------------------ | -------------------------------------------- |
| Nkololo 17' · Bolasie 78' (ph.đ.) | Chi tiết (FIFA) Chi tiết (CAF) | Mbokani 28' (l.n.) · Abdul Razak 89' (ph.đ.) |

CHDC Congo thắng với tổng tỉ số 6–2 và giành quyền vào vòng 3.
| Liberia | 0–1                            | Bờ Biển Ngà             |
| ------- | ------------------------------ | ----------------------- |
|         | Chi tiết (FIFA) Chi tiết (CAF) | Gohi Bi Zoro Cyriac 44' |

| Bờ Biển Ngà             | 3–0                            | Liberia |
| ----------------------- | ------------------------------ | ------- |
| Sio 16', 35' · Seri 64' | Chi tiết (FIFA) Chi tiết (CAF) |         |

Bờ Biển Ngà thắng với tổng tỉ số 4–0 và giành quyền vào vòng 3.
| Madagascar                             | 2–2                            | Sénégal               |
| -------------------------------------- | ------------------------------ | --------------------- |
| Andriatsima 27' · Rakotoharimalala 59' | Chi tiết (FIFA) Chi tiết (CAF) | Konaté 71' · Mané 81' |

| Sénégal                                    | 3–0                            | Madagascar |
| ------------------------------------------ | ------------------------------ | ---------- |
| Kouyaté 20' · Konaté 53' · Biram Diouf 82' | Chi tiết (FIFA) Chi tiết (CAF) |            |

Sénégal thắng với tổng tỉ số 5–2 và giành quyền vào vòng 3.
| Kenya     | 1–0                            | Cabo Verde |
| --------- | ------------------------------ | ---------- |
| Olunga 9' | Chi tiết (FIFA) Chi tiết (CAF) |            |

| Cabo Verde      | 2–0                            | Kenya |
| --------------- | ------------------------------ | ----- |
| Héldon 45', 52' | Chi tiết (FIFA) Chi tiết (CAF) |       |

Cabo Verde thắng với tổng tỉ số 2–1 và giành quyền vào vòng 3.
| Tanzania                 | 2–2                            | Algérie          |
| ------------------------ | ------------------------------ | ---------------- |
| Maguri 43' · Samatta 55' | Chi tiết (FIFA) Chi tiết (CAF) | Slimani 72', 75' |

| Algérie                                                                                     | 7–0                            | Tanzania |
| ------------------------------------------------------------------------------------------- | ------------------------------ | -------- |
| Brahimi 1' · Ghoulam 23', 59' (ph.đ.) · Mahrez 43' · Slimani 49' (ph.đ.), 75' · Medjani 72' | Chi tiết (FIFA) Chi tiết (CAF) |          |

Algérie thắng với tổng tỉ số 9–2 và giành quyền vào vòng 3.
| Sudan | 0–1                            | Zambia      |
| ----- | ------------------------------ | ----------- |
|       | Chi tiết (FIFA) Chi tiết (CAF) | Kalengo 28' |

| Zambia                    | 2–0                            | Sudan |
| ------------------------- | ------------------------------ | ----- |
| Musonda 59' · Kalengo 81' | Chi tiết (FIFA) Chi tiết (CAF) |       |

Zambia thắng với tổng tỉ số 3–0 và giành quyền vào vòng 3.
| Libya                | 1–0                            | Rwanda |
| -------------------- | ------------------------------ | ------ |
| Al Badri 48' (ph.đ.) | Chi tiết (FIFA) Chi tiết (CAF) |        |

| Rwanda          | 1–3                            | Libya                          |
| --------------- | ------------------------------ | ------------------------------ |
| Tuyisenge 45+3' | Chi tiết (FIFA) Chi tiết (CAF) | Monir 36', 90+3' · Ghanodi 48' |

Libya thắng với tổng tỉ số 4–1 và giành quyền vào vòng 3.
| Maroc                     | 2–0                            | Guinea Xích Đạo |
| ------------------------- | ------------------------------ | --------------- |
| El-Arabi 30' · Bammou 66' | Chi tiết (FIFA) Chi tiết (CAF) |                 |

| Guinea Xích Đạo | 1–0                            | Maroc |
| --------------- | ------------------------------ | ----- |
| Rui 14'         | Chi tiết (FIFA) Chi tiết (CAF) |       |

Maroc thắng với tổng tỉ số 2–1 và giành quyền vào vòng 3.
| Mozambique  | 1–0                            | Gabon |
| ----------- | ------------------------------ | ----- |
| Pelembe 54' | Chi tiết (FIFA) Chi tiết (CAF) |       |

| Gabon                                            | 1–0 (s.h.p.)                   | Mozambique                                      |
| ------------------------------------------------ | ------------------------------ | ----------------------------------------------- |
| Evouna 2'                                        | Chi tiết (FIFA) Chi tiết (CAF) |                                                 |
| Loạt sút luân lưu                                |                                |                                                 |
| Poko · Evouna · Tandjigora · Obiang · Aubameyang | 4–3                            | Júnior · Miquissone · Clésio · Domingues · Miró |

Tổng tỉ số sau 2 lượt trận là 1–1. Gabon thắng trên chấm 11m với tỉ số 4–3 và giành quyền vào vòng 3.
| Bénin                             | 2–1                            | Burkina Faso |
| --------------------------------- | ------------------------------ | ------------ |
| Sessègnon 47' (ph.đ.) · Bello 84' | Chi tiết (FIFA) Chi tiết (CAF) | Nakoulma 51' |

| Burkina Faso                      | 2–0                            | Bénin |
| --------------------------------- | ------------------------------ | ----- |
| Pitroipa 17' (ph.đ.) · Traoré 70' | Chi tiết (FIFA) Chi tiết (CAF) |       |

Burkina Faso thắng với tổng tỉ số 3–2 và giành quyền vào vòng 3.
| Togo | 0–1                            | Uganda   |
| ---- | ------------------------------ | -------- |
|      | Chi tiết (FIFA) Chi tiết (CAF) | Miya 39' |

| Uganda                   | 3–0                            | Togo |
| ------------------------ | ------------------------------ | ---- |
| Massa 5' · Miya 41', 45' | Chi tiết (FIFA) Chi tiết (CAF) |      |

Uganda thắng với tổng tỉ số 4–0 và giành quyền vào vòng 3.
| Angola    | 1–3                            | Nam Phi                                    |
| --------- | ------------------------------ | ------------------------------------------ |
| Gelson 2' | Chi tiết (FIFA) Chi tiết (CAF) | Rantie 13' · Gabuza 20' · Jali 80' (ph.đ.) |

| Nam Phi                  | 1–0                            | Angola |
| ------------------------ | ------------------------------ | ------ |
| Manucho Diniz 66' (l.n.) | Chi tiết (FIFA) Chi tiết (CAF) |        |

Nam Phi thắng với tổng tỉ số 4–1 và giành quyền vào vòng 3.

## Danh sách cầu thủ ghi bàn
4 bàn
- Islam Slimani

3 bàn
- Farouk Miya

2 bàn
- Faouzi Ghoulam
- Cédric Amissi
- Héldon
- Thievy Bifouma
- Yannick Bolasie
- Firmin Ndombe Mubele
- Giovanni Sio
- Ahmed Hassan Mahgoub
- Getaneh Kebede
- Naby Keïta
- Mohamed El Monir
- Mame Biram Diouf
- Winston Kalengo

1 bàn
- Yacine Brahimi
- Riyad Mahrez
- Carl Medjani
- Gelson
- Babatounde Bello
- Stéphane Sessègnon
- Tapiwa Gadibolae
- Joel Mogorosi
- Préjuce Nakoulma
- Jonathan Pitroipa
- Bertrand Traoré
- Fiston Abdul Razak
- Vincent Aboubakar
- Stéphane Mbia
- Edgar Salli
- Ezechiel N'Douassel
- Hardy Binguila
- Delvin N'Dinga
- Francis N'Ganga
- Fabrice Ondama
- Michaël Nkololo
- Gohi Bi Zoro Cyriac
- Jean Seri
- Mohamed Elneny
- Abdallah Said
- Dawit Fekadu
- Shimelis Bekele
- Rui
- Malick Evouna
- Jordan Ayew
- Wakaso Mubarak
- Idrissa Sylla
- Michael Olunga
- Faisal Al Badri
- Mohamed Al Ghanodi
- Faneva Imà Andriatsima
- Njiva Rakotoharimalala
- Cheick Diabaté
- Bakary Sako
- Samba Sow
- Bessam
- Oumar N'Diaye
- Yacine Bammou
- Youssef El-Arabi
- Hélder Pelembe
- Efe Ambrose
- Moses Simon
- Jacques Tuyisenge
- Moussa Konaté
- Cheikhou Kouyaté
- Sadio Mané
- Thamsanqa Gabuza
- Andile Jali
- Tokelo Rantie
- Elias Maguri
- Mbwana Samatta
- Syam Ben Youssef
- Saad Bguir
- Yassine Chikhaoui
- Wahbi Khazri
- Geofrey Massa
- Lubambo Musonda

phản lưới nhà
- Manucho Diniz (trận gặp Nam Phi)
- Dieumerci Mbokani (trận gặp Burundi)